# Lijst van rijksmonumenten in Slochteren (plaats)
De plaats Slochteren telt 40 inschrijvingen in het rijksmonumentenregister. Hieronder een overzicht. 
Voor een overzicht van beschikbare afbeeldingen zie de categorie Rijksmonumenten in Slochteren op Wikimedia Commons.
| Object | Oorspronkelijke functie?  | Bouwjaar                                                                                             | Architect                 | Locatie           | Coördinaten?                  | Nr.?   | Afbeelding                                                              |
| --- | ------------------------- | --- | ------------------------- | ----------------- | ----------------------------- | ------ | ----------------------------------------------------------------------- |
| Fraeylemamolen | Industrie- en poldermolen | 1786 1974 (rest.) 2004 (herst.)                                                                      | Roemeling & Molema (2004) | bij Groenedijk 2  | 53° 13' 17" NB, 6° 47' 28" OL | 33794  | Meer afbeeldingen                                                       |
| De Groote Polder | Industrie- en poldermolen | 1783 1974-'75 (rest.)                                                                                | Bremer (1974-'75)         | bij Groenedijk 8  | 53° 12' 43" NB, 6° 46' 46" OL | 33795  | Meer afbeeldingen                                                       |
| De Ruiten | Industrie- en poldermolen | 1935 1973 (rest.)                                                                                    | L. Wiertsema              | bij Groenedijk 10 | 53° 12' 21" NB, 6° 46' 18" OL | 33796  | Meer afbeeldingen                                                       |
| Boerderij met voorhuis onder dwars schilddak en uitbouw aan schuurzijde onder eigen zadeldak                                  | Boerderij                 | |                           | Hoofdweg 9        | 53° 13' 2" NB, 6° 48' 27" OL  | 33797  | Meer afbeeldingen                                                       |
| Pand zonder verdieping onder omgaand zadeldak met hoekschoorstenen waarvan twee met bord                                      | Woonhuis                  | waarsch. late 18e eeuw                                                                               |                           | Hoofdweg 17       | 53° 12' 60" NB, 6° 48' 26" OL | 33798  | Meer afbeeldingen                                                       |
| Pand met twee woningen onder schilddak met forse hoekschoorstenen met borden                                                  | Woonhuis                  | waarsch. late 18e eeuw                                                                               |                           | Hoofdweg 19-21    | 53° 12' 59" NB, 6° 48' 25" OL | 33799  | Meer afbeeldingen                                                       |
| Keuterij naar Oldambtster boerderijtype met drie krimpen in de zijgevel                                                       | Boerderij                 | 19e eeuw                                                                                             |                           | Hoofdweg 23       | 53° 12' 59" NB, 6° 48' 25" OL | 33800  | Keuterij naar Oldambtster boerderijtype met drie krimpen in de zijgevel |
| Het Oude Postkantoor | Woonhuis                  | waarsch. late 18e eeuw                                                                               |                           | Hoofdweg 35       | 53° 12' 57" NB, 6° 48' 23" OL | 33801  | Oude Postkantoor Het Oude Postkantoor                                   |
| Het Hooge Huis | Overheidsgebouw           | 17e eeuw (kern) na 1818 (uitbr.)                                                                     |                           | Hoofdweg 20       | 53° 13' 3" NB, 6° 48' 29" OL  | 33802  | Meer afbeeldingen                                                       |
| Ontvangershuis | Woonhuis                  | begin 19e eeuw                                                                                       |                           | Hoofdweg 24       | 53° 13' 1" NB, 6° 48' 30" OL  | 33803  | Meer afbeeldingen                                                       |
| Hervormde kerk en toren | Kerk en kerkonderdeel     | 1250-1300 (schip) ca. 1300 (toren) 1781 (verb.) ca. 1881 (herst.) 1986-'88 (rest.)                   | W. van der Heide (1881)   | Hoofdweg 108      | 53° 12' 29" NB, 6° 47' 54" OL | 33805  | Meer afbeeldingen                                                       |
| Fraeylemaborg, hoofdgebouw | Kasteel, buitenplaats     | 1548 1550-1600 (uitbr.) begin 17e eeuw (uitbr.) eind 17e eeuw (uitbr.) 1781-'82 (verb.) 1975 (rest.) |                           | Hoofdweg 32       | 53° 12' 56" NB, 6° 48' 30" OL | 46896  | Meer afbeeldingen                                                       |
| Fraeylemaborg, park | Tuin, park en plantsoen   | kort na 1691 1781 (herinr.) ca. 1820 (herinr.)                                                       | L.P. Roodbaard (1820)     | bij Hoofdweg 32   | 53° 12' 46" NB, 6° 49' 1" OL  | 46897  | Meer afbeeldingen                                                       |
| Fraeylemaborg, westelijke boerderij                                                                                           | Boerderij                 | 19e eeuw of ouder                                                                                    |                           | Boslaan 3         | 53° 13' 18" NB, 6° 47' 42" OL | 46900  | Meer afbeeldingen                                                       |
| Fraeylemaborg, stookhut bij westelijke boerderij                                                                              | Gebouw                    | 19e eeuw                                                                                             |                           | bij Boslaan 3     | 53° 13' 18" NB, 6° 47' 42" OL | 46901  | Meer afbeeldingen                                                       |
| Fraeylemaborg, hoofdinrijhek                                                                                                  | Gebouw                    | 19e eeuw (pijlers)                                                                                   |                           | t.o. Hoofdweg 32  | 53° 12' 56" NB, 6° 48' 30" OL | 46902  | Meer afbeeldingen                                                       |
| Fraeylemaborg, houten brug op jukken over buitengracht, voorzien van ijzeren balusterleuningen                                | Bijgebouwen kastelen enz. | 19e eeuw of ouder                                                                                    |                           | t.o. Hoofdweg 32  | 53° 12' 56" NB, 6° 48' 30" OL | 46903  | Meer afbeeldingen                                                       |
| Fraeylemaborg, twee vazen bij toegangsbrug                                                                                    | Gebouw                    | begin 18e eeuw (vazen) mog. 19e eeuw (sokkels)                                                       |                           | t.o. Hoofdweg 32  | 53° 12' 56" NB, 6° 48' 30" OL | 46904  | Meer afbeeldingen                                                       |
| Fraeylemaborg, Zuider Schathuis                                                                                               | Bijgebouwen kastelen enz. | 18e eeuw 1889 (herb.)                                                                                |                           | Hoofdweg 43       | 53° 12' 56" NB, 6° 48' 31" OL | 46905  | Meer afbeeldingen                                                       |
| Fraeylemaborg, Noorder Schathuis                                                                                              | Bijgebouwen kastelen enz. | 1783 1787                                                                                            |                           | Hoofdweg 30       | 53° 12' 57" NB, 6° 48' 33" OL | 46906  | Meer afbeeldingen                                                       |
| Fraeylemaborg, duivenslag bij Noorder Schathuis                                                                               | Gebouw                    | mog. 18e eeuw 1961 (rest.)                                                                           |                           | bij Hoofdweg 30   | 53° 12' 58" NB, 6° 48' 33" OL | 46907  | Meer afbeeldingen                                                       |
| Fraeylemaborg, houten brug op jukken over slotgracht, voorzien van een opklapbaar gedeelte in het midden en ijzeren leuningen | Bijgebouwen kastelen enz. | voor 1839 (brug) 1839-ca. 1885 (leuningen)                                                           |                           | t.o. Hoofdweg 32  | 53° 12' 56" NB, 6° 48' 30" OL | 46908  | Meer afbeeldingen                                                       |
| Fraeylemaborg, voorhof | Gebouw                    | voor 1839                                                                                            |                           | bij Hoofdweg 32   | 53° 12' 56" NB, 6° 48' 30" OL | 46909  | Meer afbeeldingen                                                       |
| Fraeylemaborg, vier vazen op de hoeken van de voorhof                                                                         | Gebouw                    | voor 1839                                                                                            |                           | bij Hoofdweg 32   | 53° 12' 56" NB, 6° 48' 30" OL | 46910  | Meer afbeeldingen                                                       |
| Fraeylemaborg, twee beelden bij de brug                                                                                       | Gebouw                    | verm. begin 17e eeuw                                                                                 |                           | bij Hoofdweg 32   | 53° 12' 56" NB, 6° 48' 30" OL | 46911  | Meer afbeeldingen                                                       |
| Fraeylemaborg, prieel bij de vijver                                                                                           | Gebouw                    | voor 1856 1856-1898 (pergola)                                                                        |                           | bij Hoofdweg 32   | 53° 12' 56" NB, 6° 48' 30" OL | 46912  | Meer afbeeldingen                                                       |
| Fraeylemaborg, twee urnen bij de slotgracht                                                                                   | Gebouw                    | 18e eeuw (deksels) 19e eeuw (urnen, verm. ook sokkels)                                               |                           | bij Hoofdweg 32   | 53° 12' 56" NB, 6° 48' 30" OL | 46913  | Meer afbeeldingen                                                       |
| Fraeylemaborg, grote vaas ten oosten van dwarsgerichte vijver                                                                 | Gebouw                    | 1700-1750                                                                                            |                           | bij Hoofdweg 32   | 53° 12' 43" NB, 6° 49' 2" OL  | 46914  | Meer afbeeldingen                                                       |
| Fraeylemaborg, beeld van Pomona                                                                                               | Gebouw                    | 17e eeuw vroege 18e eeuw (sokkel)                                                                    |                           | bij Hoofdweg 32   | 53° 12' 43" NB, 6° 49' 2" OL  | 46915  | Meer afbeeldingen                                                       |
| Fraeylemaborg, beeld van Flora                                                                                                | Gebouw                    | vroege 18e eeuw (sokkel) 18e eeuw (beeld)                                                            |                           | bij Hoofdweg 32   | 53° 12' 43" NB, 6° 49' 2" OL  | 46916  | Meer afbeeldingen                                                       |
| Fraeylemaborg, grote vaas bij oosteinde grote vijver                                                                          | Gebouw                    | 1700-1750                                                                                            |                           | bij Hoofdweg 32   | 53° 12' 43" NB, 6° 49' 2" OL  | 46917  | Meer afbeeldingen                                                       |
| Fraeylemaborg, grote vaas in zuidoosthoek oude deel achterpark                                                                | Gebouw                    | 1700-1750                                                                                            |                           | bij Hoofdweg 32   | 53° 12' 43" NB, 6° 49' 2" OL  | 46918  | Meer afbeeldingen                                                       |
| Geertsemaheerd | Boerderij                 | 1800-1850                                                                                            |                           | Padje 9           | 53° 13' 8" NB, 6° 48' 46" OL  | 329904 | Meer afbeeldingen                                                       |
| Westerplaats | Boerderij                 | begin 19e eeuw ca. 1870 (uitbr.)                                                                     |                           | Noorderweg 3      | 53° 13' 4" NB, 6° 48' 3" OL   | 513589 | Upload foto                                                             |
| Westerplaats, stookhut | Boerderij                 | 1880-1890                                                                                            |                           | bij Noorderweg 3  | 53° 13' 4" NB, 6° 48' 3" OL   | 513590 | Upload foto                                                             |
| Hervormde pastorie met consistorie                                                                                            | Kerk en kerkonderdeel     | 1928 1960 (garage) 1980 (aanbouw)                                                                    |                           | Hoofdweg 110      | 53° 12' 28" NB, 6° 47' 56" OL | 513592 | Upload foto                                                             |
| Hervormde pastorie, viskenij                                                                                                  | Tuin, park en plantsoen   | verm. middeleeuws                                                                                    |                           | bij Hoofdweg 110  | 53° 12' 28" NB, 6° 47' 58" OL | 513593 | Upload foto                                                             |
| Oldambster boerderij met aangebouwde stookhut                                                                                 | Boerderij                 | 1909                                                                                                 |                           | Hoofdweg 175      | 53° 12' 25" NB, 6° 47' 42" OL | 513603 | Upload foto                                                             |
| Oldambtster boerderij in ambachtelijk-traditionele stijl met eclectische elementen                                            | Boerderij                 | ca. 1870 1947 (verb.) 1976 (verb.)                                                                   |                           | Hoofdweg 77       | 53° 12' 45" NB, 6° 48' 7" OL  | 513609 | Upload foto                                                             |
| IJzeren ophaalbrug over de Slochterhaven                                                                                      | Brug                      | waarsch. ca. 1929                                                                                    |                           | bij Noorderweg 4  | 53° 13' 2" NB, 6° 48' 19" OL  | 513610 | Meer afbeeldingen                                                       |
| Kantoorwoning met aangebouwd koetshuis                                                                                        | Werk-woonhuis             | ca. 1885                                                                                             |                           | Hoofdweg 14       | 53° 13' 7" NB, 6° 48' 23" OL  | 513611 | Meer afbeeldingen                                                       |